# Ferreira de Castro
José Maria Ferreira de Castro – írói nevén Ferreira de Castro – (Ossela, Oliveira de Azeméis, Portugália 1898. május 24. – Porto, Portugália 1974. június 29.) portugál író.

## Élete
Portugáliában született 1898-ban egy nagyon szegény családban. Édesapját 8 éves korában elvesztette. Tizenkét éves korában emigrált Brazíliába, 4 évet Amazonas-vidéki őserdőkben dolgozott, majd újságíró lett. 1916-ban jelent meg első regénye, a Criminoso por ambição (magyarul: Akit a nagyravágyás vitt bűnbe), amit füzetekben adott ki és saját maga házalva próbált árulni.
1919-ben tért vissza Portugáliába, ahol továbbra is szegénységben, nyomorban élt. Első nagy sikerét csak 1928-as regénye, az Emigrantes (magyarul: Honkeresők) megjelenésével érte el, amit az A Selva (magyarul:Az őserdő) sikere követett. Mindkét regényhez brazíliai emigrációja adta az inspirációt.
1957-ben politikai okokból újra el kellett hagynia Portugáliát. Franciaországba, majd Brazíliába utazott. 1958-ban a portugál Demokrata Párt távollétében elnöknek jelölte, azonban ezt a felkérést visszautasította.

## Művei
- Criminoso por Ambição (1916)
- Alma Lusitana (1916)
- Rugas Sociais (1917-18)
- Mas ... (1921)
- Carne Faminta (1922)
- O Êxito Fácil (1923)
- Sangue Negro (1923)
- A Boca da Esfinge (1924)
- A Metamorfose (1924)
- A Morte Redimida (1925)
- Sendas de Lirismo e de Amor (1925)
- A Epopeia do Trabalho (1926)
- A Peregrina do Mundo Novo (1926)
- O Drama da Sombra (1926)
- A Casa dos Móveis Dourados (1926)
- O voo nas Trevas (1927)
- Emigrantes (1928)
- A Selva (1930)
- Eternidade (1933)
- Terra Fria (1934)
- Sim, uma Dúvida Basta (1936), 1994-ben jelent meg
- O Intervalo (1936)- 1974-ben jelent meg
- Pequenos Mundos, Velhas Civilizações (1937)
- A Volta ao Mundo (1940 és 1944)
- A Tempestade (1940)
- A Lã e a Neve (1947)
- A Curva na Estrada (1950)
- A Missão (1954)
- As Maravilhas Artísticas do Mundo (Vol I) (1959)
- As Maravilhas Artísticas do Mundo (Vol II) (1963)
- O Instinto Supremo (1968)
- Os Fragmentos (1974)

## Magyarul
- Napfényes házikó. Regény; ford. Csatlós János, előszó Jorge Amado; Szépirodalmi, Bp., 1952
- Napfényes házikó. Regény; 2., jav. kiad.; ford. Csatlós János, előszó Jorge Amado; Új Magyar Kiadó, Bp., 1955
- Honkeresők. Regény; ford. Kordás Ferenc; Európa, Bp., 1958
- Örökkévalóság. Regény; ford. Szalay Sándor; Európa, Bp., 1960
- A rendház; ford. Szalay Sándor; Magyar Helikon–Európa, Bp., 1968 (Helikon kiskönyvtár)

## Külső hivatkozások
- www.ceferreiradecastro.org
- https://web.archive.org/web/20080315032716/http://www.aveiro-norte.ua.pt/ferreiradecastro/index.asp
- http://ferreiradecastro.blogspot.com
- O Senhor dos Navegantes portugálul